# Nature Valley Classic 2021
L'Nature Valley Classic 2021, anche conosciuto come Birmingham Classic, è stato un torneo di tennis giocato sull'erba. È stata la 39ª edizione dell'evento, che ha fatto parte della categoria WTA 250 nell'ambito del WTA Tour 2021. Si è giocato alla Edgbaston Priory Club di Birmingham nel Regno Unito, dal 14 al 20 giugno 2021.

## Partecipanti

### Teste di serie
| Nazionalità | Giocatrice       | Ranking* | Testa di serie |
| ----------- | ---------------- | -------- | -------------- |
| Belgio      | Elise Mertens    | 15       | 1              |
| Tunisia     | Ons Jabeur       | 26       | 2              |
| Croazia     | Donna Vekić      | 36       | 3              |
| Russia      | Dar'ja Kasatkina | 37       | 4              |
| Lettonia    | Jeļena Ostapenko | 44       | 5              |
| Cina        | Zhang Shuai      | 46       | 6              |
| Francia     | Fiona Ferro      | 51       | 7              |
| Rep. Ceca   | Marie Bouzková   | 52       | 8              |

* Ranking al 31 maggio 2021.

### Altre partecipanti
Le seguenti giocatrici hanno ricevuto una wild card per il tabellone principale:
- Katie Boulter
- Harriet Dart
- Samantha Stosur

Le seguenti giocatrici sono passate dalle qualificazioni:

- Tereza Martincová
- Coco Vandeweghe
- Caty McNally
- Wang Yafan
- Giulia Gatto-Monticone
- Vitalija D'jačenko

### Ritiri
Prima del torneo
- Paula Badosa → sostituita da  Nina Stojanović
- Cori Gauff → sostituita da  Hsieh Su-wei
- Johanna Konta → sostituita da  Camila Giorgi
- Anett Kontaveit → sostituita da  Leylah Annie Fernandez
- Svetlana Kuznecova → sostituita da  Heather Watson
- Magda Linette → sostituita da  Viktorija Golubic
- Anastasija Sevastova → sostituita da  Marta Kostjuk
- Jil Teichmann → sostituita da  Ajla Tomljanović
- Elena Vesnina → sostituita da  Kristina Mladenovic
- Wang Qiang → sostituita da  Polona Hercog
- Zheng Saisai → sostituita da  Anastasija Potapova

## Partecipanti al doppio

### Teste di serie
| Nazione       | Giocatrice         | Nazione       | Giocatrice      | Rank1 | Teste di serie |
| ------------- | ------------------ | ------------- | --------------- | ----- | -------------- |
| Taipei cinese | Hsieh Su-wei       | Belgio        | Elise Mertens   | 5     | 1              |
| Taipei cinese | Chan Hao-ching     | Taipei cinese | Latisha Chan    | 42    | 2              |
| Canada        | Gabriela Dabrowski | Cina          | Zhang Shuai     | 54    | 3              |
| Ucraina       | Ljudmyla Kičenok   | Giappone      | Makoto Ninomiya | 109   | 4              |

* Ranking al 31 maggio 2021.

### Altre partecipanti
Le seguenti coppie di giocatrici hanno ricevuto una wild card per il tabellone principale:
- Naiktha Bains /  Tereza Martincová
- Sarah Beth Grey /  Emily Webley-Smith

## Punti
| Evento    | V   | F   | SF  | QF | 2T | 1T   | Q    | Q2   | Q1   |
| Singolare | 250 | 180 | 110 | 60 | 30 | 1    | 18   | 12   | 1    |
| Doppio    | 250 | 180 | 110 | 60 | 1  | N.D. | N.D. | N.D. | N.D. |

## Montepremi
| Evento    | V        | F       | SF      | QF      | 2T      | 1T     | Q3     | Q2     | Q1     |
| Singolare | $163,085 | $86,840 | $46,345 | $24,880 | $13,311 | $6,398 | $3,791 | $2,021 | $1,122 |
| Doppio    | $50,876  | $27,155 | $14,845 | $7,562  | $4,098  | N.D.   | N.D.   | N.D.   | N.D.   |

*per team

## Campionesse

### Singolare
Ons Jabeur ha sconfitto in finale  Dar'ja Kasatkina con il punteggio di 7-5, 6-4.

### Doppio
Marie Bouzková /  Lucie Hradecká hanno sconfitto in finale  Ons Jabeur /  Ellen Perez con il punteggio di 6-4, 2-6, [10-8].